# Charlotte (Michigan)
Pour les articles homonymes, voir Charlotte.
Charlotte est une ville située dans l’État américain du Michigan. Elle est le siège du comté d'Eaton. Sa population est de 8 389 habitants.